# Гутенко Денис Вікторович
Гутенко Денис Вікторович (нар. 31 січня 1980, місто Донецьк, Донецька область) — український державний службовець, виконувач обов'язків Голови Державної фіскальної служби України, Радник податкової та митної справи І рангу.

## Життєпис
Народився 31 січня 1980 року у м. Донецьк.

### Освіта
У 2002 році закінчив Донецький національний університет, спеціальність – міжнародна економіка, кваліфікація – економіст.

### Кар'єра
09.2002 - 08.2003 - спеціаліст відділу валютних операцій акціонерного банку «Укрбізнесбанк»;
08.2003 - 01.2006 - економіст, старший економіст відділу міжнародних розрахунків і корпоративних відносин закритого акціонерного товариства «Донгорбанк»;
01.2006 - 05.2008 - консультант 1 категорії податково-юридичного відділу, консультант 2 категорії підрозділу супроводу угод з капіталом та антикризового управління товариства з обмеженою відповідальністю «Прайсуотерхаус Куперс»;
05.2008 - 09.2008 - менеджер проектів товариства з обмеженою відповідальністю «Євразія-Україна»;
10.2008 - 02.2010 - приватний підприємець;
03.2010 - 02.2015 - директор з розвитку в товаристві з обмеженою відповідальністю «Племінний завод «Агро-Регіон»;
03.2015 - 03.2015 - радник відділу радників департаменту забезпечення роботи Міністра (патронатна служба) Міністерства економічного розвитку і торгівлі України;
03.2015 - 10.2016 - директор департаменту регулювання зовнішньоекономічної діяльності Міністерства економічного розвитку і торгівлі України;
10.2016 - 07.2019 - директор департаменту розвитку підприємництва та регуляторної політики Міністерства економічного розвитку і торгівлі України;
з 07.2019 - директор Департаменту таргетингу та управління митними ризиками Державної фіскальної служби України;
з 23.07.2019 - призначений Кабінетом Міністрів України на посаду в.о. Голови Державної фіскальної служби України.